# بیجان (شهر)
 بیجان  نام شهریست از شهرهای یمن جنوبی، از توابع استان حضرموت در کشور یمن در شبه جزیره عربستان . این شهر مابین عدن و حضرموت واقع شده‌است. آثارهای گوناگونی در اطراف و کنار شهر به چشم می‌خورد. فقیه و قاضی معروف المقرن البیجانی از این شهر هستند، وی در سال ۵۹۵ هجری قمری در مکه فوت کردند.